# Szolnok
Szolnok (Duits:Sollnock)   is een stad in Hongarije met bijna 70.000 inwoners. Het is de hoofdstad van het comitaat Jász-Nagykun-Szolnok. De stad ligt aan de Tisza, op 99 km ten zuidoosten van Boedapest en 128 km ten zuidwesten van Debrecen.

## Geschiedenis
De plek waar de huidige stad ligt werd al bewoond in de steentijd, de bronstijd en de ijzertijd. Uit die perioden zijn bodemvondsten gedaan in de omgeving.
In de Romeinse tijd lukte het de Romeinen niet het gebied te veroveren, en woonden stammen Scythen, Kelten en Sarmaten. In de tijd van de grote volksverhuizingen werd het gebied een tijd bewoond door de Gepiden en Avaren, gevolgd door de Hongaren in de 10e eeuw. De Hongaarse stammen trokken van buiten het Karpatenbekken het laagland rond Szolnok in. In het jaar 1075 werd voor het eerst melding gemaakt van de plaats Szolnok.
In de tijd van het Hongaarse koninkrijk was Szolnok een marktstad voor de omliggende agrarische dorpen. In de 11e eeuw groeide de belangrijkheid door de aanwezigheid van een pont over de Tisza en werd het een regionale hoofdstad. De plaats had een modderburcht die later werd versterkt met palissades. In 1552 werd de burcht ingenomen door de Ottomanen (Turken). In 1685 bevrijdde het Habsburgse leger de stad. Als in 1710 de stad in handen is van Hongaarse opstandelingen slaat het Habsburgse leger zo zwaar toe dat er weinig tot niets overeind blijft staan. Szolnok is tot de grond toe verwoest en de burcht wordt niet weer opgebouwd.
Na 1800 krabbelt Szolnok op en speelt het een belangrijke rol in de kanalisering en drooglegging van de Tisza en haar moerasgebieden. Er ontstaat scheepvaart met stoomboten en in 1847 wordt de stad per spoor bereikbaar door de aanleg van een nieuwe lijn vanuit Pest (het latere Boedapest).

## Bezienswaardigheden
Aan het Kossuth tér staan het raadhuis en het János Damjanich-museum, genoemd naar de generaal uit de Vrijheidsoorlog van 1849. Het museum bevat vondsten uit de prehistorie, uit de tijd van de Grote Volksverhuizing en uit de periode van de Turkse overheersing. Verder zijn er beelden en schilderijen van kunstenaars die zich in Szolnok vestigden en zich bij de hier aanwezige kunstenaarskolonie aansloten. Deze kunstenaarsgroep werd in het begin van de 20e eeuw opgericht en telde verscheidene beroemde Hongaarse kunstenaars onder haar leden, zoals László Mednyánszky en Adolf Fényes.
Bezienswaardig in de stad zijn de voormalige barokke franciscanenkerk en -klooster (1723-1752). Verder is in de stad het RepTár-museum te vinden, een museum over de (militaire) luchtvaart in Hongarije. Het museum heeft een binnengedeelte van 4500m2 en een groot buitenterrein van 60.000m2 waar vele (jacht)vliegtuigen te zien zijn.

## Verkeer
Szolnok ligt aan de autoweg M4. Deze weg wordt de komende jaren omgelegd en verdubbeld. Ten noorden van Szolnok wordt gebouwd aan een geheel nieuw tracé met een nieuwe vierbaans brug over de rivier de Tisza. Als dit wegsegment klaar is wordt de vierbaansweg verder doorgebouwd tot aan de aansluiting met de M35 (Hongarije) zodat er een nieuwe verbinding ontstaat tussen Boedapest en de Roemeense grens bij Oradea.

## Foto's

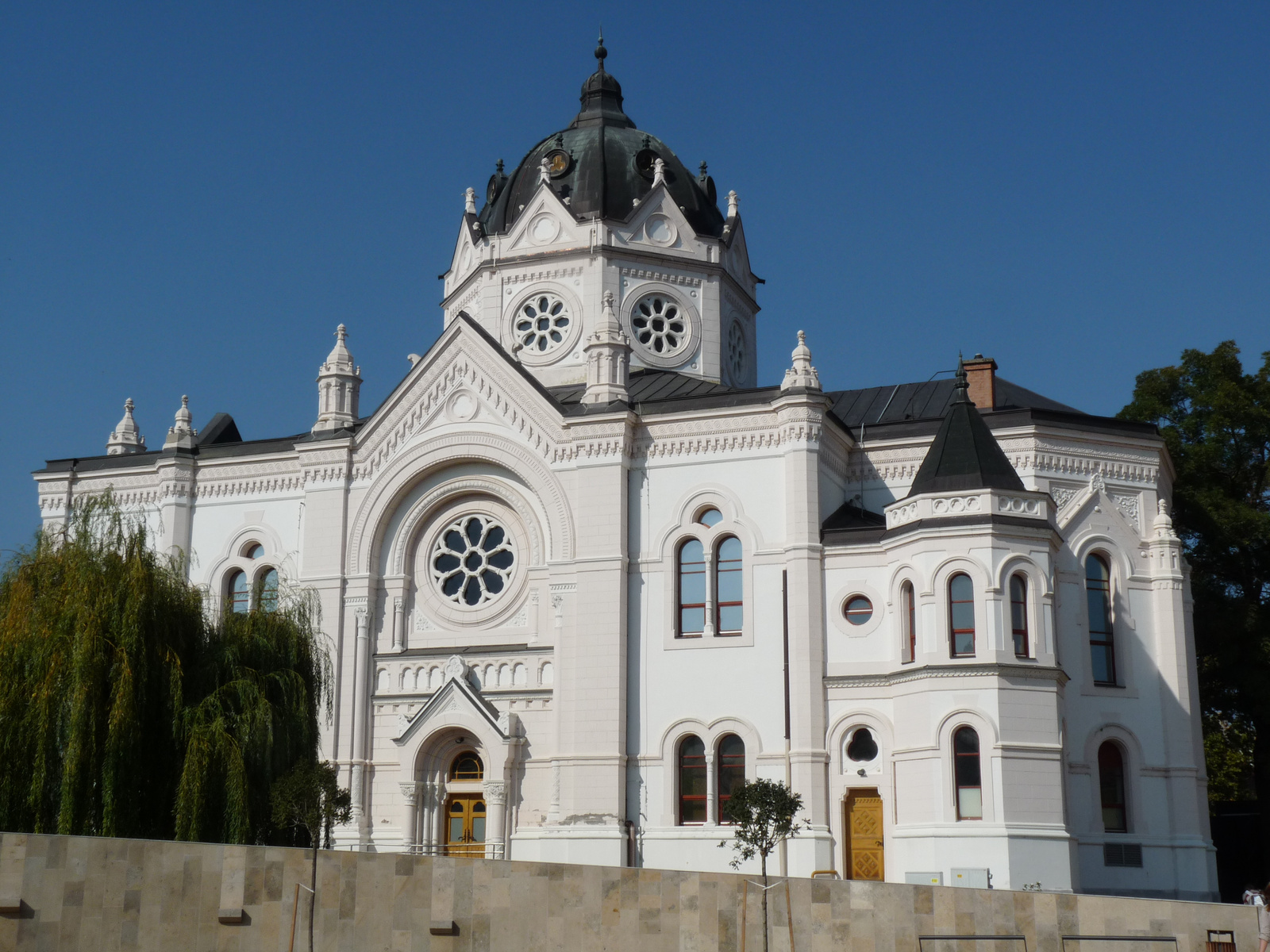
Voormalige Synagoge
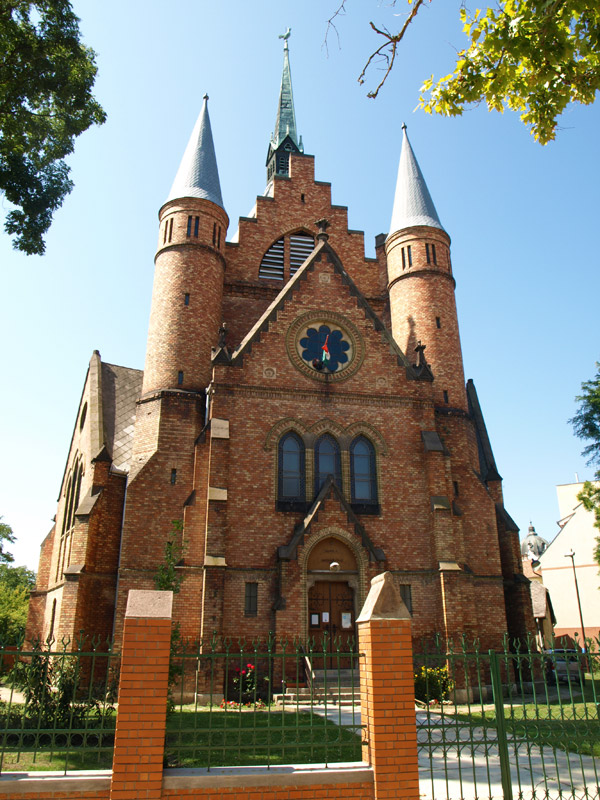
Hongaars Gereformeerde kerk
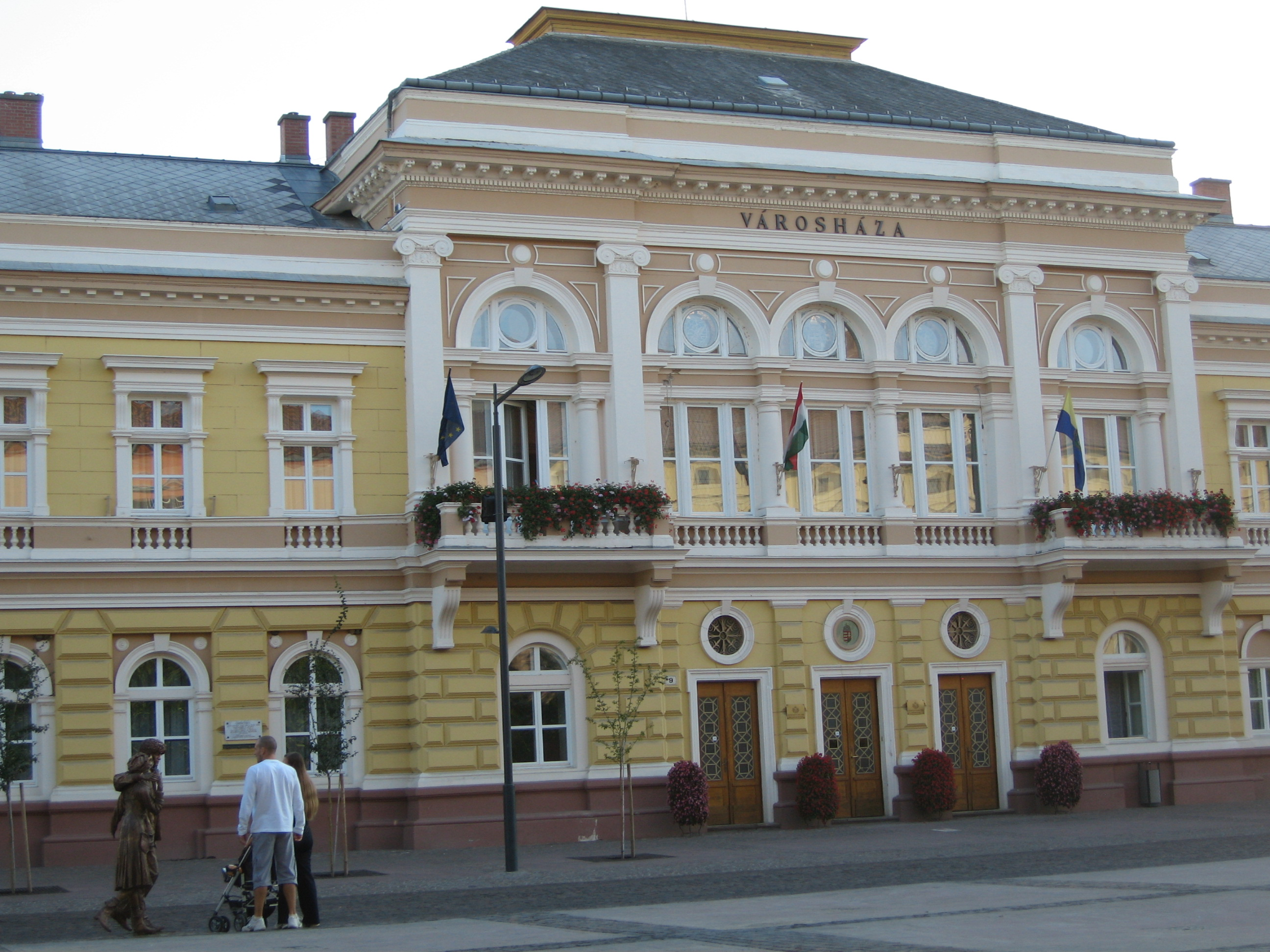
Stadhuis van Szolnok
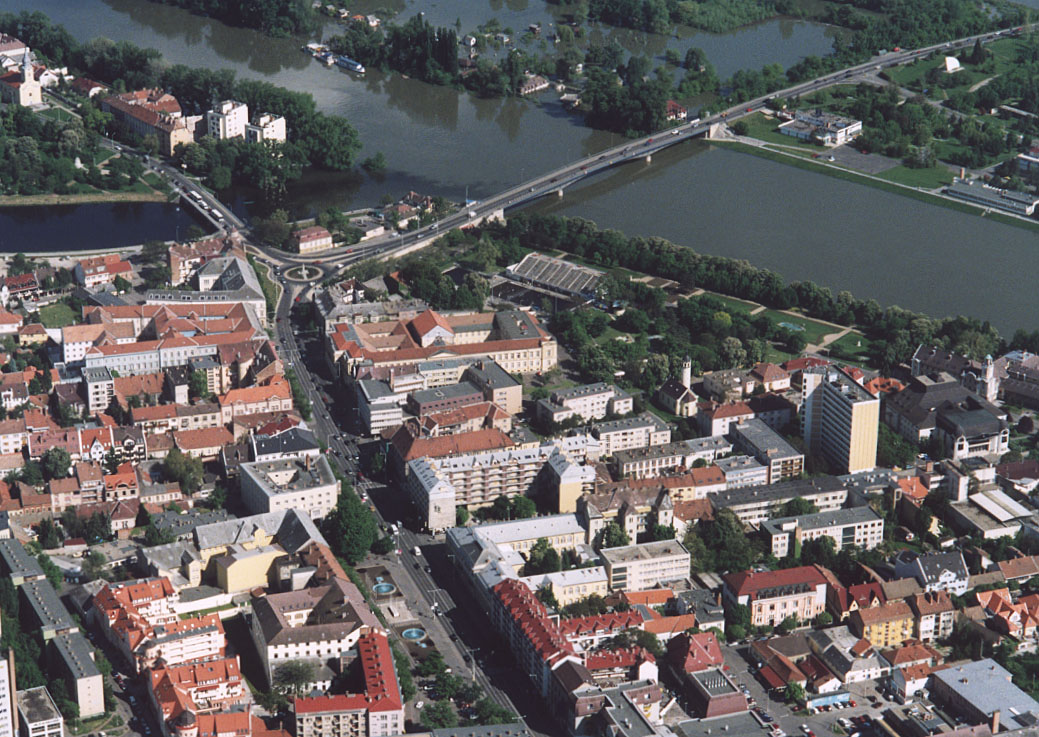
Stadscentrum vanuit de lucht
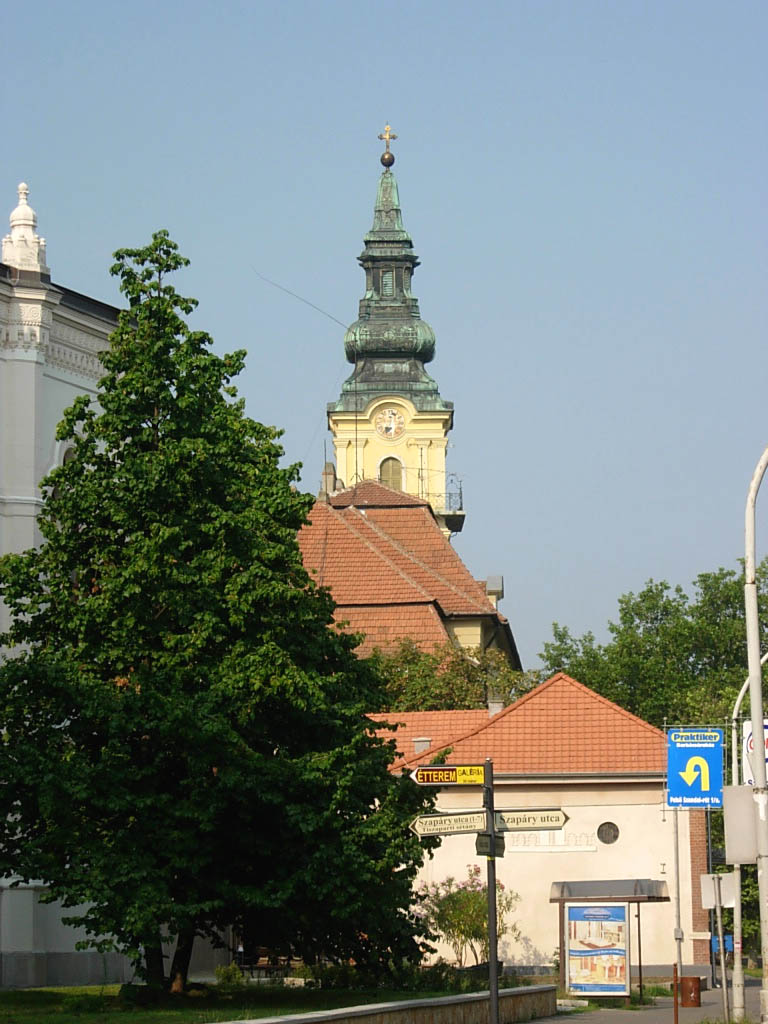
De Rooms Katholieke kerk

## Geboren
- Tamás Varga (1975), waterpoloër
- Zoltán Kővágó (1979), discuswerper
- Dániel Tőzsér (1985), voetballer
- Gergő Lovrencsics (1988), voetballer